# Dragons (serie animata)
Dragons è una serie animata statunitense, creata in computer grafica basata sul film del 2010 Dragon Trainer. La serie funge da ponte tra il primo film e il suo sequel del 2014.
Jay Baruchel, America Ferrera, Christopher Mintz-Plasse e T.J. Miller riprendono i loro ruoli recitativi da Dragon Trainer. I nuovi membri del cast includono Julie Marcus e Andree Vermeulen nei panni di Testabruta (precedentemente doppiata da Kristen Wiig), Zack Pearlman nei panni di Moccicoso (precedentemente doppiato da Jonah Hill), Chris Edgerly nei panni di Skaracchio (precedentemente doppiato da Craig Ferguson) e Nolan North nel ruolo di Stoick l'immenso (precedentemente doppiato da Gerard Butler).
Dragons è stato annunciato da Cartoon Network il 12 ottobre 2010. Secondo Tim Johnson, produttore esecutivo di Dragon Trainer, la serie era programmata per essere molto più oscura e più profonda delle precedenti spin-off della serie televisiva DreamWorks Animation, con un tono simile al film. Dragons è stata la prima serie della DreamWorks Animation ad essere trasmessa su Cartoon Network piuttosto che su Nickelodeon.
Un'anteprima di un'ora composta da due episodi è andata in onda il 7 agosto 2012 su Cartoon Network, con la prima ufficiale della serie il 5 settembre 2012. Un totale di 40 episodi trasmessi su Cartoon Network durante le prime due stagioni, chiamate rispettivamente con "I cavalieri di Berk" e "I paladini di Berk". Successivamente, la serie è stata chiamata "Oltre i confini di Berk", la cui prima stagione ha debuttato su Netflix il 26 giugno 2015. La seconda e terza stagione di Dragons: Oltre i confini di Berk è stata presentata in anteprima rispettivamente l'8 gennaio e il 24 giugno 2016. La quarta stagione è stata pubblicata il 17 febbraio 2017. La serie è stata rinnovata per la quinta stagione, che è stata rilasciata su Netflix il 25 agosto 2017. La serie (insieme all'esclusiva Netflix, Tutti pazzi per Re Julien) è stata consacrata come parte del nuovo marchio, Universal Kids, il 9 settembre 2017. Dragons: Oltre i confini di Berk è stata rinnovata per la sesta e ultima stagione che è stata pubblicata il 16 febbraio 2018.
In Italia, la prima stagione è stata trasmessa su Cartoon Network dal 4 marzo 2013; la seconda dal 3 febbraio 2014, sempre su Cartoon Network. Le stagioni successive, di 13 episodi ciascuna a partire dal 2016, sono state trasmesse su Boomerang, per poi essere distribuite in chiaro su Boing per poi essere distribuite dal servizio Netflix italiano.

## Trama
Collocata tra Dragon Trainer e Dragon Trainer 2, le vicende seguono Hiccup mentre cerca di mantenere l'equilibrio nella nuova convivenza di draghi e vichinghi. Oltre a tenere il passo con la nuova struttura l'Accademia dei draghi, Hiccup, Sdentato, e il resto dei cavalieri dei draghi sono messi alla prova quando si trovano di fronte a nuovi mondi più duri di Berk, nuovi draghi che non possono essere addestrati tutti, e nuovi nemici che cercano ogni ragione per distruggere del tutto l'armonia tra vichinghi e draghi.

## Episodi
| Stagione   | Titolo originale  | Titolo italiano     | Episodi | Prima TV USA | Prima TV Italia |
| ---------- | ----------------- | ------------------- | ------- | ------------ | --------------- |
| Stagione 1 | Riders of Berk    | I cavalieri di Berk | 20      | 2012-2013    | 2013            |
| Stagione 2 | Defenders of Berk | I paladini di Berk  | 20      | 2013-2014    | 2014            |

| Stagione   | Titolo originale | Titolo italiano         | Episodi | Pubblicazione USA | Prima TV Italia |
| ---------- | ---------------- | ----------------------- | ------- | ----------------- | --------------- |
| Stagione 3 | Race to the Edge | Oltre i confini di Berk | 13      | 2015              | 2016            |
| Stagione 4 | Race to the Edge | Oltre i confini di Berk | 13      | 2016              | 2016            |
| Stagione 5 | Race to the Edge | Oltre i confini di Berk | 13      | 2016              | 2017            |
| Stagione 6 | Race to the Edge | Oltre i confini di Berk | 13      | 2017              | 2017            |
| Stagione 7 | Race to the Edge | Oltre i confini di Berk | 13      | 2017              | 2018            |
| Stagione 8 | Race to the Edge | Oltre i confini di Berk | 13      | 2018              | 2019            |

## Personaggi

### Cavalieri dei draghi
- Hiccup Horrendous Haddock III: è il protagonista adolescente della serie; sarcastico, sofisticato ed intelligente, è il capo dell'Accademia dei Draghi. Grazie a lui la pace tra vichinghi e draghi è saldata, sfortunatamente quando accade un problema a Berk (anche se non sempre c'entrano i draghi) gli abitanti si rivolgono a lui per la sua innata intelligenza e la sua indole da leader. Lui e il suo drago, Sdentato, condividono il legame più forte tra tutti i cavalieri e draghi.
  - Sdentato: una Furia Buia molto rara, che fa amicizia con Hiccup, è l'unico drago che non può volare senza il suo cavaliere, avendo perso la pinna caudale sinistra nel primo film. Sdentato ha scaglie nere scure, denti retrattili e la possibilità di scoccare colpi al plasma. Sdentato ha anche la capacità unica di navigare in luoghi bui usando l'ecolocalizzazione.
- Astrid Hofferson: detta l'audace; affascinante, bella, energica, resistente e agile, è amica intima di Hiccup, ed è seconda ufficiale in comando all'Accademia dei Draghi. Ha un carattere forte, è uno dei più coraggiosi dei cavalieri dei draghi, ed è molto competitiva. Ha un forte legame con il suo drago, Tempestosa. È il capitano della squadra A, la squadra di cavalieri di riserva formata a Berk. Alla fine della quarta stagione di Oltre i confini di Berk diventa la fidanzata di Hiccup, relazione resa ufficiale nella quinta stagione, quando il ragazzo le dona un medaglione che suo padre aveva, al tempo, donato a sua madre per lo stesso motivo.
  - Tempestosa: una femmina di Uncinato Mortale blu, amica fedele di Astrid. Come Hiccup e Sdentato, Astrid e Tempestosa mostrano un lavoro di squadra eccezionale. Tempestosa e Sdentato condividono una rivalità amichevole nella maggior parte delle competizioni ideate da Hiccup e Astrid. Oltre alle esplosioni di fuoco alimentate con magnesio, Tempestosa può lanciare spine dalla coda.
- Gambedipesce Ingerman: uno degli amici più fidati di Hiccup; ha una grande conoscenza enciclopedica sui draghi. Non è coraggioso come gli altri cavalieri, ma è un amico leale, specialmente per Hiccup e Astrid. È particolarmente attaccato al suo drago, una femmina di Gronkio chiamata Muscolone.
  - Muscolone: una femmina di Gronkio marrone, adorabile e possente amica di Gambedipesce. A causa della sua dimensione roca e dell'apertura alare corta, le manca la manovrabilità acrobatica e la velocità degli altri draghi. Lei e Gambedipesce hanno una relazione molto stretta e nutriente. Può anche mangiare una particolare combinazione di minerale di ferro e rocce e rigurgitare un metallo prezioso noto come "ferro di Gronkio".
- Moccicoso Jorgenson: classico bulletto vanitoso e arrogante, oltre che immaturo e combinaguai, lui è il rivale numero uno di Hiccup, anche se è chiaro che nutre profonda ammirazione per lui. Spericolato, litigioso, e spesso visto ricevere beffe o annoiare gli altri cavalieri, ma quando vuole, sa essere molto coraggioso e altruista. Tiene molto ai suoi amici, solo che non lo dà spesso a vedere. Ha una relazione complicata con il suo drago, Zannacurva.
  - Zannacurva: un maschio di Incubo Orrendo rosso, drago di Moccicoso. Questo drago ha l'abitudine di attaccare Moccicoso o di abbandonarlo quando cerca di affermare una posizione dominante, e non presta sempre attenzione a lui. In battaglia, Zannacurva si copre la pelle con la sua saliva infiammabile e si ricopre interamente di fuoco, senza ferirsi; questa abilità non viene quasi mai usata quando Moccicoso lo cavalca, tranne per fargli degli scherzi o infastidirlo.
- Testaditufo Thorston e Testabruta Thorston: due gemelli, maschio e femmina. Litigano continuamente e disobbediscono ai comandi, mettendo il team in difficoltà spesso e volentieri. Nonostante il loro comportamento, tengono molto alla squadra ma soprattutto l'uno all'altra, e quando uno di loro è in pericolo, fanno di tutto per salvarlo. A volte dimostrano di essere anche molto intelligenti, e di avere una mente elevata rispetto agli altri, uscendosene con vocaboli complicati, discussioni su scienza, medicina e filosofia, ma vengono costantemente presi per pazzi.
  - Rutto e Vomito: un maschio di Orripilante Bizippo verde (un drago a due teste e due code, ma con un unico corpo); normalmente Testabruta cavalca la testa sinistra del drago, chiamata Vomito (la testa che soffia gas esplosivo), e Testaditufo cavalca la testa destra del drago, chiamata Rutto (la testa che accende il gas). Le teste sono generalmente calme, ma possono avere difficoltà a volare quando i loro cavalieri non sono d'accordo, e quando li vedono in pericolo, soprattutto per Testa Bruta, non esitano ad intervenire.

### Abitanti di Berk
- Stoick l'Immenso: il capo di Berk e padre di Hiccup; immensamente forte, impavido, feroce, scaltro e dotato di giudizio e compassione. Il suo primo drago è un Tamburofurente di nome Tornado, che viene poi rilasciato di nuovo in libertà. Il suo secondo drago è Spaccateschi, un Cornotonante.
- Skaracchio: il fabbro di Berk, l'amico più intimo di Stoick, e il mentore di Hiccup. Successivamente viene visto in sella ad un Ruttocaldo, di nome Broncio.
- Stizzabifolco Jorgenson: il padre di Moccicoso. Stizzabifolco è orgoglioso dei risultati ottenuti da suo figlio, ma raramente perdona i suoi fallimenti. È un membro della squadra A e cavalca un Uncinato Mortale chiamato Codareale.
- Gustav Larson: è un adolescente che aspira ad essere un cavaliere dei draghi. Prende Moccicoso come il suo modello ed eroe, specialmente nelle prime due stagioni. Cavalca un Incubo Orrendo chiamato Curvazanna, basato sul nome di Zannacurva. Durante la settima stagione diventa apprendista di Dagur.
- Gothi: la sciamana del villaggio. Come un muto, comunica gesticolando o disegnando linee e immagini geroglifiche, tradotte da Skaracchio o Gambedipesce. Cavalca un Gronkio come parte della squadra A.
- Mildew: è un vecchio vichingo bizzarro, dispettoso e generalmente antipatico. È un contadino di cavoli e mantiene un forte odio per i draghi.
- Mulch: è un abitante del villaggio grande amico di Bucket. Ha un uncino al posto della mano destra e la gamba sinistra di legno.
- Bucket: è un abitante del villaggio grande amico di Mulch. Anch'esso ha un uncino al posto della mano destra e porta sempre un secchio sulla testa, perché un drago gli ha mangiato mezzo cervello. Nonostante sia dipinto come molto stupido, mostra delle capacità nascoste.

### Antagonisti
- Johann: Il vero antagonista principale della serie che si pone come un commerciante marittimo, il quale occasionalmente visita Berk e commercia per lo più in curiosità, in realtà è uno spietato e crudele pirata che rapina le navi di veri mercanti, per poi spacciarne i racconti come suoi. Prima della settima stagione, si comporta da un alleato nei confronti dei cavalieri dei draghi. Tuttavia, nel finale della settima stagione, viene rivelato che è stato sotto copertura e sta segretamente lavorando con Krogan e Viggo per trovare e domare una Grande Bestia Selvaggia, da lui chiamata Re dei Draghi. Incontra la sua fine nell'episodio "Il re dei draghi (seconda parte)", quando la Grande Bestia Selvaggia usa il suo ghiaccio per congelarlo a morte.
- Krogan: Capo dei cacciatori di draghi che lavora per il perfido Drago Bludvist. La sua eccessiva sicurezza spesso si scontra con la prudenza di Viggo. Quando non riesce a recuperare una Grande Bestia Selvaggia per il suo padrone nell'episodio "Il re dei draghi (seconda parte)", Drago lo fa giustiziare.
- Alvin il Traditore: è un vichingo che viene esiliato da Berk per un tradimento non specificato (rivelato, in seguito, per catturare passanti innocenti), complotta per sconfiggere il suo vecchio amico, Stoick. Successivamente diventa un alleato di Berk alla fine della seconda stagione.
- Dagur lo Squilibrato: Prima nemico di Hiccup e i cavalieri dei draghi, in seguito alleato e leader della tribù dei Berserker. Ossessionato dall'idea di cacciare e domare Sdentato. Successivamente viene rivelato essere il fratello perduto di Heather. Dopo la quarta stagione, pentitosi delle sue azioni passate, inizia a riconoscere il valore degli obiettivi dei cavalieri dei draghi e inizierà ad aiutarli, anche per amore di sua sorella, Heather. Successivamente, Dagur diventa un cavaliere dei draghi prima con un Gronkio, che chiama Distruttore, e più tardi con un Triplo Colpo, che chiama Segugio, che i cavalieri dei draghi avevano precedentemente salvato.
- Ryker Facciatruce: è il secondo in comando dei cacciatori di draghi e il fratello maggiore di Viggo Facciatruce. Ryker è fisicamente più forte e più testardo di suo fratello minore ma decisamente meno astuto e impulsivo. Viene ucciso nell'episodio "L'arma segreta (seconda parte)" quando un Rotea Mari ingoia la sua nave.
- Savage: è il braccio destro di Alvin e poi quello di Dagur prima di decidere di andare avanti da solo nella sesta stagione. Nell'episodio "Il super apprendista" della settima stagione, tenta di rovesciare Dagur per diventare il nuovo capo della tribù Berserker, solo per essere sconfitto e imprigionato.
- Viggo Facciatruce: è l'ex leader dei cacciatori di draghi e di solito è accompagnato da suo fratello maggiore, Ryker Facciatruce. Viggo è meno forte di suo fratello ma quello che gli manca nel fisico lo compensa con il cervello, dimostrandosi un eccellente stratega dall'astuzia straordinaria e un carattere estremamente calcolatore. Nonostante sia uno dei principali e migliori nemici di Hiccup, lo rispetta come suo pari. Ammira la sua intelligenza e la sua astuzia. Darà molto filo da torcere ai cavalieri dei draghi. Nell'episodio "Triplo incrocio", viene tradito da Johann e Krogan e cambia idea, prima di sacrificarsi per consentire a Hiccup e Sdentato di scappare. Hiccup nonostante tutto, rimane sconvolto dalla sua morte, sostenendo di avere imparato molto da Viggo. Ad esempio, è da lui che Hiccup prende l'idea di includere nella sua spada "inferno" il gas di bizippo per provocare delle piccole esplosioni, come poi visto nel secondo e terzo film della saga.
- Drago Bludvist: è il malvagio e tirannico signore della guerra e condottiero che minaccia il mondo con una pericolosissima armata di uomini e draghi. Il personaggio è apparso nell'episodio "Il re dei draghi (seconda parte)" dell’ottava stagione.

### Personaggi secondari
- Heather: una misteriosa ragazza adolescente trovata dai giovani vichinghi. Sebbene all'inizio fosse stata introdotta per le azioni contro Berk, il suo vero motivo, per salvare i suoi genitori da Alvin il Traditore, dimostrò la sua lealtà. Ritorna nella terza stagione, legandosi con un Ali di Lama chiamato Fendivento. Più tardi viene rivelata la sorella perduta di Dagur e finge di essere in combutta con lui per avvicinarsi a lui e ai cacciatori di draghi. Lascia le parti sconosciute dopo che la sua trama è stata scoperta da Viggo. Torna presto, mostrando sentimenti romantici per Gambedipesce e si unisce ai cavalieri dei draghi. Dopo essere stata con i cavalieri dei draghi per un po', decide di partire per l'Isola Berserker con suo fratello, Dagur.
- Paladini delle ali: una tribù di guerrieri che appare per la prima volta nell'episodio "I paladini delle ali (prima parte)". Adorano i draghi come divinità e sono guidati dalla regina Mala. Sono in guerra con i cacciatori di draghi e sono quindi estremamente diffidenti nei confronti degli estranei. Prima di incontrare i cavalieri dei draghi, non sanno nulla di cavalcare o addestrare draghi, poiché la loro cultura lo vieta. Vivono su un'isola vulcanica che ospita un enorme drago chiamato Eruptodon. Adorano e proteggono l'Eruptodon a tutti i costi, poiché si nutre della lava del vulcano e impedisce che il loro villaggio venga distrutto. Successivamente Mala si innamora e sposa Dagur lo Squilibrato.
- Ancelle alate: una tribù guerriera esclusivamente femminile guidata da Atali che compare per la prima volta nell'episodio "L'isola delle Ancelle alate". Si prendono cura dei piccoli Ali di Lama che diventano le loro ali fino a quando non sono abbastanza grandi da difendersi da soli perché i maschi adulti della specie divorerebbero i cuccioli e potrebbero portare la specie all'estinzione.

## Draghi
Nella serie compaiono molte nuove specie di draghi, ognuna con caratteristiche e particolari diversi. Vengono suddivisi in sette classi che ne determinano le capacità.
- Stoker: draghi che usano il fuoco come loro arma principale.
- Boulder: vivono in prossimità della terra, si nutrono principalmente di sassi e sono molto resistenti.
- Sharp: molto vanitosi e presentano parti del corpo affilate.
- Tidal: draghi il quale habitat sono le profondità del mare o i mari in generale.
- Mystery: draghi di cui non si sa molto, anche se in realtà, grazie ai Cavalieri di Draghi, si è scoperto quasi tutto su di essi.
- Strike: molto veloci e intelligenti, hanno un attacco devastante.
- Tracker: draghi con un senso dell’olfatto molto sviluppato.

### Stoker
- Ali di Fuoco (alfa)
- Ali di Fuoco (piccolo)
- Coda Incendiaria
- Incubo Orrendo
- Mangiafiamme (o Minidrago di Fuoco)
- Paura Notturna
- Terribile Terrore
- Typhoomerang

### Boulder
- Eruptodon
- Gronkio
- Morte Sussurrante
- Morte Urlante
- Ruttocaldo
- Sentinella
- Tremore Catastrofico
- Tritafogna

### Sharp
- Ali di Lama
- Cresta Spinata
- Canino Affilato
- Dragoncelli
- Pungirapido
- Tagliaboschi
- Tagliatempeste

### Tidal
- Corazza Infernale (o Ali Ciclope)
- Roteamari
- Scalderone
- Scuotimari
- Tamburo Furente

### Mystery
- Ala Strisciante
- Ala Corazzata
- Buffalord
- Cambia-Ala
- Canto Letale
- Dramillion
- Orripilante Bizippo
- Paura Volante (o Incubo Volante)
- Rubaossa (o Spaccaossa)
- Sabbiatore
- Snaptrapper
- Soffiafumo Soffocante (o Respirofumoso)
- Usurpatore (o Sfascia Caverne)

### Strike
- Furia Buia
- Furia Chiara
- Furia Gelida
- Pinzamortale
- Skrill
- Triplo Colpo
- Urlo Selvaggio

### Tracker
- Cornotonante
- Digrignavento
- Gobba Fredda
- Uncinato Mortale

## Doppiatori
| Personaggio                   | Doppiatore originale                           | Doppiatore italiano |
| ----------------------------- | ---------------------------------------------- | ------------------- |
| Hiccup Horrendous Haddock III | Jay Baruchel                                   | Flavio Aquilone     |
| Astrid Hofferson              | America Ferrera                                | Letizia Scifoni     |
| Gambedipesce Ingerman         | Christopher Mintz-Plasse                       | Gabriele Patriarca  |
| Moccicoso Jorgenson           | Zack Pearlman                                  | Alessio Nissolino   |
| Testaditufo Thorston          | T. J. Miller                                   | Mattia Ward         |
| Testabruta Thorston           | Julie Marcus (st. 1) Andree Vermeulen (st. 2+) | Letizia Ciampa      |

| Personaggio             | Doppiatore originale                    | Doppiatore italiano                            |
| ----------------------- | --------------------------------------- | ---------------------------------------------- |
| Stoick l'Immenso        | Nolan North                             | Roberto Draghetti                              |
| Skaracchio              | Chris Edgerly                           | Carlo Valli                                    |
| Stizzabifolco Jorgenson | David Tennant                           | Francesco De Francesco                         |
| Gustav Larson           | Lucas Grabeel                           | Germana Savo (st. 1-2) Lorenzo Crisci (st. 3+) |
| Gothi                   | Angela Bartys                           | Domitilla D'Amico                              |
| Mildew                  | Stephen Root                            | Gianluca Machelli                              |
| Mulch                   | Tim Conway (st. 1-2) Tom Kenny (st. 3+) | Bruno Alessandro                               |
| Bucket                  | Thomas F. Wilson                        | Stefano Mondini                                |

| Personaggio          | Doppiatore originale | Doppiatore italiano  |
| -------------------- | -------------------- | -------------------- |
| Johann               | Michael Goldstrom    | Vittorio Guerrieri   |
| Krogan               | Hakeem Kae-Kazim     | Achille D'Aniello    |
| Alvin il Traditore   | Mark Hamill          | Alberto Angrisano    |
| Dagur lo Squilibrato | David Faustino       | Davide Perino        |
| Ryker Facciatruce    | JB Blanc             | Stefano Alessandroni |
| Savage               | Paul Rugg            | Maurizio Reti        |
| Viggo Facciatruce    | Alfred Molina        | Ambrogio Colombo     |
| Drago Bludvist       | Djimon Hounsou       | Massimo Corvo        |

| Personaggio | Doppiatore originale | Doppiatore italiano  |
| ----------- | -------------------- | -------------------- |
| Heather     | Mae Whitman          | Valentina Favazza    |
| Regina Mala | Adelaide Kane        | Francesca Fiorentini |
| Atali       | Rose McIver          | Selvaggia Quattrini  |

## Produzione
Il 12 ottobre 2010 Cartoon Network annunciò di aver acquisito i diritti di trasmissione in tutto il mondo per una serie animata basata sul film Dragon Trainer. Tim Johnson, il produttore esecutivo di Dragon Trainer, dichiarò che, a differenza delle precedenti serie DreamWorks Animation, questa serie sarebbe stata molto più cupa e drammatica, proprio come il film. Dragons è la prima serie d'animazione DreamWorks ad andare in onda su Cartoon Network; le precedenti serie televisive della DreamWorks Animation, tra cui I pinguini di Madagascar, Kung Fu Panda: Mitiche avventure e Mostri contro alieni, sono andate in onda su Nickelodeon.
Inizialmente la serie doveva intitolarsi Dragons: The Series; in seguito, nel giugno 2012 il programma Comic Con annunciò il nuovo titolo Dragons: I cavalieri di Berk. La seconda stagione della serie venne intitolata Dragons: I paladini di Berk. Alla fine del maggio 2014, DreamWorks Animation annunciò che nella primavera del 2015 la serie sarebbe stata distribuita su Netflix anziché su Cartoon Network.

## Accoglienza

### Critica
Dragons: I cavalieri di Berk ha ricevuto recensioni positive. Brian Lowry di Variety ha recensito la serie: "Il programma è visivamente abbagliante, e riprende senza sforzo dove la trama si è interrotta", anche se ha notato la "mancanza di veri cattivi" e "una serie di personaggi non particolarmente caratterizzati". Mary McNamara del Los Angeles Times ha detto: "Conserva sia la personalità che il valore di produzione del suo progenitore. Dragons promette di essere vivace e divertente, con belle immagini di draghi in picchiata e in volo". Ella ha elogiato il suo aspetto: "Sembra abbastanza pericolosa anche per gli standard odierni, è così disegnata e fluida che una persona di una certa età si chiederebbe come mai siamo cresciuti con cose come Scooby-Doo e Le avventure di Penelope Pitstop". Secondo Nielsen Media Research, gli episodi della prima stagione si sono classificati in media al primo posto nella fascia di età tra i ragazzi di 2-14 anni.

## Videogiochi
Un gioco in-browser basato su 3D Unity, intitolato Dragons: Wild Skies, è stato lanciato il 27 agosto 2012 su CartoonNetwork.com. I giocatori passeranno attraverso un tutorial con Hiccup e si alleneranno su Uncinato Mortale, con draghi sparsi intorno a loro. Il giocatore può essere un vichingo maschio o una femmina bionda / bruna, prima di partire per esplorare le isole. Per addestrare il drago, i giocatori devono nutrire i draghi per correggere il cibo prima di eseguire i gesti corretti per ottenere la fiducia del drago. Nel gioco, i giocatori non muoiono o altrimenti falliscono. I giocatori completano le sfide per guadagnare oro. Il mondo consiste in sei isole, ognuna con un drago unico da domare. Il numero di draghi e mondi da esplorare è destinato ad espandersi nel tempo, poiché la serie introduce sempre più luoghi e draghi.